# Відеомаркетинг
Відеомаркетинг (лат. video — бачу + англ. marketing — продаж, торгівля на ринку) — діяльність по впливу на споживчий попит у сфері продажу товарів і послуг. Включає набір підходів, прийомів і заходів для просування товарів і послуг на основі використання відеоматеріалів. Почав бурхливо розвиватися в 2000-і роки, у зв'язку з різким зростанням швидкості інтернет-каналів, по яких стало легко передавати відеоінформацію. Його розвитку сприяла також поява безкоштовних відеохостінгів, в першу чергу, Youtube, Wistia, Vimeo і ін. Специфіка відеомаркетингу полягає в тому, що створення його матеріалів з одного боку засноване на техніці кіновиробництва — операторській і монтажній роботі, виборі точок зйомки, середніх і великих планів, тривалості сцен, аудіосупроводу, з іншого боку, тісно пов'язана з методами і технікою пошукової оптимізації: вибором вдалих заголовків і описів, пошуком релевантних ключових запитів і тому подібне.

## Види відеомаркетингу
- Телевізійна реклама
- Відеореклама в інтернеті
- Розміщення кліпів на відеохостингах
- Розміщення відеоматеріалів на комерційних сайтах
- Реклама в Indoor TV
- Відеолист
- Відеоблоги
- Соціальні мережі
- Проведення вебінарів
- відеовізитки
- Відеоогляд товару або послуги
- Корпоративний відеожурнал